# Darío Ezequiel Fernández
Pour les articles homonymes, voir Fernández.
Darío Ezequiel Fernández est un footballeur argentin né le 24 septembre 1978 à Punta Alta dans la province de Buenos Aires.

## Biographie
Ce milieu de terrain est arrivé en Grèce pour jouer avec le club du Panionios Athènes en provenance du Chacarita Juniors en 2005. Ses résultats avec le club athénien (66 matchs joués - 6 buts marqués) firent monter sa côte, et c'est durant l'intersaison 2008 qu'il fut transféré au Betar Jérusalem. De retour en Grèce durant l'été 2009, il signa un contrat avec l'Aris FC et a obtenu depuis une place de titulaire dans le onze de départ.